# شهرستان شیشوا (هوبئی)
شهرستان شیشوا (به انگلیسی: Xishui County) یک شهرستان در چین است که در هوانگانگ واقع شده‌است.